# Гюльселам, Джейхун
Джейхун Гюльселам (тур. и нем. Ceyhun Gülselam; род. 25 декабря 1987, Мюнхен) — турецкий и немецкий футболист, полузащитник клуба «Алтай».

## Карьера
Профессиональную карьеру Джейхун начал в клубе «Унтерхахинг». За сезон с командой он принял участие в 38 матчах, за которые ему удалось забить 6 голов. С 2008 по 2011 год футболист защищал цвета «Трабзонспора», где сыграл в 53 матчах и забил 8 голов.
11 июня 2011 года Джейхун подписал трёхлетний контракт с клубом «Галатасарай». Первый гол в клубе он забил, играя против своего бывшего клуба «Трабзонспор». На международной арене футболист дебютировал 26 марта 2008 года в матче против сборной Белоруссии.
В январе 2013 года футболист перешёл в «Кайсериспор». Летом 2014 года Гюльселям заключил контракт с немецким «Ганновер 96».